# Eubaeorix gravelyi
Eubaeorix gravelyi is een hooiwagen uit de familie Assamiidae.